# Sendai Airport
Sendai Airport (jap. 仙台 空港, Sendai Kuko) er en japansk lufthavn i den sydlige del af byen Sendai i forvaltningsområderne Iwanuma og Natori i Miyagi-præfekturet. Lufthavnen har to terminaler, en international og en indenrigs. Den er efter japansk klassificering en "Lufthavn af 2. klasse".

## Jordskælvet 11. marts 2011
Sendai lufthavn blev lukket klokken 06:10 UTC den 11. marts 2011 som en følge af jordskælvet ved Sendai. Mange navigationshjælpemidler i området var ubrugelige.
Den efterfølgende tsunami oversvømmede lufthavnens start-og landingsbaner, rullebaner og standpladser., Terminalen var næsten helt under vand og omgivet af mudder og affald. Jernbanelinjen til lufthavnen, "Sendai lufthavnslinje", blev også lukket. Ødelæggelserne i kølvandet på tsunamien efterlod omkring 2.200 mennesker isoleret i lufthavnen terminalbygning.